# 에어재팬의 운항 노선
에어재팬은 다음과 같은 노선을 운항하고 있으며 또한 모든 여객 노선은 전일본공수와 코드쉐어 협정을 체결하고 있다.

## 운항 노선

### 아시아

#### 동아시아
- 대한민국
  - 서울 - 인천국제공항 (화물편 노선)
- 중화인민공화국
  - 상하이 - 상하이 푸둥 국제공항
  - 다롄 - 다롄 저우수이쯔 국제공항
  - 샤먼 - 샤먼 가오치 국제공항 (화물기만 운항)
  - 칭다오 - 칭다오 류팅 국제공항

 홍콩
- - 홍콩 - 홍콩 첵랍콕 국제공항
- 일본
  - 도쿄 - 하네다 국제공항 허브
  - 도쿄 - 나리타 국제공항 허브
  - 나고야 - 주부 센토레아 국제공항 (화물편 노선)
  - 오사카 - 간사이 국제공항  (화물편 노선)
  - 오키나와 - 나하 공항  (화물편 노선)
- 중화민국
  - 타이베이 - 타이완 타오위안 국제공항

#### 동남아시아
- 미얀마
  - 양곤 - 양곤 국제공항
- 베트남
  - 호치민 - 떤선녓 국제공항
- 싱가포르
  - 싱가포르 - 싱가포르 창이 국제공항
- 태국
  - 방콕 - 수완나품 국제공항

### 아메리카
- 미국
  - 호놀룰루 - 호놀룰루 국제공항